# Jacques Robert Souslier de Choisy
Jacques Robert Souslier de Choisy, né le 9 septembre 1772 à Saint-Firmin (Oise), mort le 18 décembre 1826 à Caen (Calvados), est un général français de la révolution et de l’Empire.

## États de service
De 1791 à 1795, il se bat dans l’armée des princes. Après l’amnistie du 25 avril 1802, il rentre en France et sert de 1803 à 1805 dans l’armée des Côtes de l’Océan.
Le 14 mars 1806, alors aide de camp du général Cassagne, il est fait chevalier de la Légion d’honneur. Il passe aide-de-camp du maréchal Marmont le 13 janvier 1807. Il est nommé capitaine le 25 mai 1807 et il est promu chef d’escadron au 8e Régiment de Hussards le 23 juillet 1809.
Il est nommé colonel du 4e régiment de chasseurs d’Illyrien le 27 mai 1810. Il est promu adjudant-commandant le 9 août 1812 et il devient chef d’état-major du maréchal Marmont gouverneur des provinces illyriennes en mars 1813. Il passe dans la 22e Division d’Infanterie du 6e Corps d’Armée en juin 1813 et il est promu général de brigade le 2 septembre 1813. Il prend le commandement de la 2e Brigade de la 22e Division d’Infanterie et il reçoit une blessure à la bataille de Leipzig en octobre 1813. 
Le 19 novembre 1813, il est élevé au grade d'officier de la Légion d’honneur et il est nommé au commandement du 2e Régiment de Gardes d’honneur à Mayence, où il se trouve enfermé pendant le siège de la ville. 
À la Restauration, il est fait chevalier de Saint-Louis le 21 août 1814 et commandeur de la Légion d’honneur le 19 janvier 1815. 
Pendant les Cent-Jours, il est nommé commandant de la place de Sedan.

## Sources
- « Cote LH/530/28 », base Léonore, ministère français de la Culture
- (en) « Generals Who Served in the French Army during the Period 1789 - 1814: Eberle to Exelmans »
- Thierry Pouliquen, « Les généraux français et étrangers ayant servis [sic] dans la Grande Armée » (consulté le 16 juillet 2013)
- Louis Gabriel Michaud, Biographie des hommes vivants, ou, Histoire par ordre alphabétique de la vie publique de tous les hommes qui se sont fait remarquer par leurs actions ou leurs écrits, l’Auteur, janvier 1817, 556 p. (lire en ligne), p. 172.
- Docteur Robinet, Jean-François Eugène et J. Le Chapelain, Dictionnaire historique et biographique de la révolution et de l'empire, 1789-1815, volume 1, Librairie Historique de la révolution et de l’empire, 900 p. (lire en ligne), p. 410.